# Barebox
Barebox est un logiciel libre (GPLv2) d'amorçage, notamment très populaire[réf. nécessaire] sur l'architecture ARM ainsi que d'autres architectures non-x86, mais il peut également être utilisé sur x86. Il est dérivé de U-Boot 2, et s'inspire de Linux et de POSIX. Il contient un shell type Busybox, mais plus réduit. Il peut également être utilisé pour de la programmation bare metal.

## Caractéristiques
Processeurs supportés :
- ARM, dont différents microprocesseurs (Rockchip, i.MX, Tegra, et micro-contrôleurs (STM32)
- MIPS
- OpenRISC
- PowerPC
- RISC-V
- x86

- Différents FPGA

Barebox supporte plusieurs consoles simultanées, lancées au démarrage.
On peut y accéder via le port série (ou TTL) de l'appareil et également activer une connexion via ethernet en UDP. Cette connexion n'est pas activée par défaut pour des raisons de sécurité. 
Le shell activable via la pression d'une touche lors de la séquence de boot, permet l'utilisation de commandes avancées, de tirer des informations du système (au sens matériel), de modifier certains de ses paramètres et de choisir la partition de démarrage de manière assez souple. Il comporte des commandes shell standard du type ls, cd, mkdir…
Un port du jeu Doom a été effectué pour Barebox, permettant de placer ainsi ce jeu sur un amorçage, sur différentes architectures.